# Katedra św. Marka w Kairze
Katedra św. Marka – główna świątynia Koptyjskiego Kościoła Ortodoksyjnego znajdująca się w Kairze, w dzielnicy Al-Abbasijja.

## Historia
Budowa rozpoczęła się 8 maja 1967 r., a poświęcenie świątyni miało miejsce 25 czerwca 1968. Mimo dużych rozmiarów świątyni sama budowa trwała tylko 10 miesięcy. Poświęcenia dokonał papież Cyryl VI wraz z patriarchą etiopskim Teofilem, syryjskim Ignacym Jakubem III oraz katolickim arcybiskupem Algieru, kardynałem Léon-Étienne Duvalem. Obecni byli także prezydent Gamal Abdel Naser i cesarz Etiopii Hajle Syllasje I. Do katedry zostały sprowadzone z Watykanu relikwie św. Marka.
18 listopada 2018 nastąpiło ponowne otwarcie świątyni po trzyletniej przerwie spowodowanej pracami nad dekoracją malarską wnętrza.

## Architektura
Obszerna, betonowa świątynia zwieńczona jest okazałą kopułą. Po jej południowej stronie wznosi się wysoka wieża.

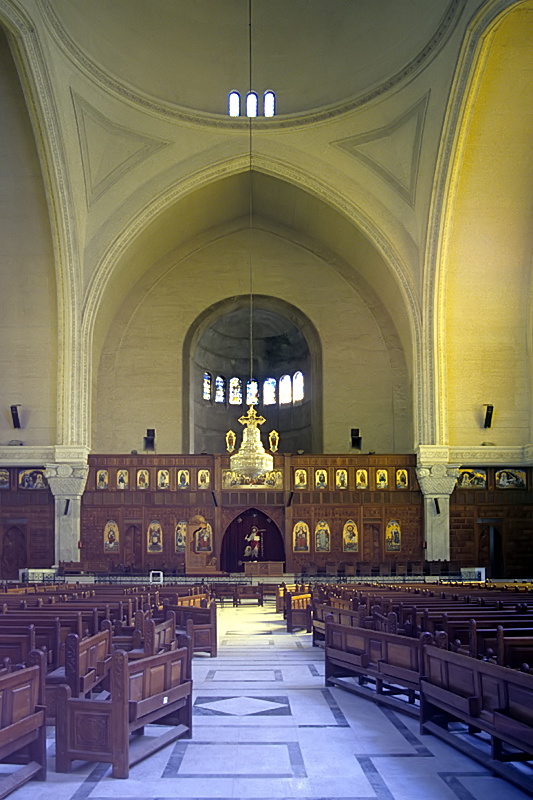
Wnętrze (2001)

## Wnętrze
Wewnątrz znajduje się ozdobny drewniany ikonostas.